# Хришћанско богослужење
Хришћанско богослужење је богослужење Цркве као заједнице Новог завета. Црквене службе које се врше у храму јавно за све вернике. Могу се поделити на службе: дневног, седмичног и годишњег богослужбеног круга.
До 6. века у Цркви у целини је формиран прилично сложен литургијски систем који се састојао од више литургијских кругова: 
- Дневне службе (Часослова): девети час, вечерње и повечерје; полуноћница, јутрење и први час; трећи час и шести час и Литургија, изобразитељна.[1]
- Седмичне службе (Октоиха): 
  - понедељак - арханђелима и анђелима;
  - уторак - Светом Јовану Крститељу;
  - среда и петак - Часном крсту;
  - четвртак - светим апостолима и светом Николају;
  - субота - светима и покојнима;
  - недеља - посебан дан у седмици, успомена на Васкрсење Господње.
- Годишњи празници су утврђени Црквеним календаром, као 
  - покретни и
  - непокретни празници, везани за Васкрс (триодски одсек).[2]

За богослужење неопходни су посебни услови - богослужбена лица (свештенство), богослужбени предмети и место.
Хришћанско богослужење је основа и суштина хришћанства, окосница целокупног Црквеног живота, јер кроз њега се, по веровању, остварује непосредна веза са Богом. Засновано на Светом Писму и Светом Предању, свако богослужење је круна пуноће духовног живота Цркве и сваког верника појединачно. Устројство и поредак богослужења се кроз векове уобличавао у окриљу Цркве. Поред спољних и видљивих радњи, сваки богослужбени обред и свака радња у обреду, има свој веома прецизно одређен смисао и симболику.
Литургика се као теолошка дисциплина бави научним и теолошким проучавањем богослужења у систему црквених наука.